# Armadale (Skye)
Armadale (gael. Armadail) – wieś na południu wyspy Skye na Hebrydach.
Znajdują się tam ruiny zamku, który należał do klanu MacDonaldów. Jego początki datuje się na rok 1790.
Wieś połączona jest promem samochodowym z Mallaig.